# Farendj
Pour plus de détails, voir Fiche technique et Distribution.
Farendj est un film français réalisé par Sabine Prenczina, sorti en 1990.

## Fiche technique
- Titre français : Farendj
- Réalisation : Sabine Prenczina
- Scénario : Sabine Prenczina et Barbara Jago
- Photographie : Élizabeth Prouvost
- Musique : Mino Cinélu
- Pays d'origine :  France
- Genre : drame
- Date de sortie : 1990

## Distribution
- Tim Roth : Anton
- Marie Matheron : Julie
- Matthias Habich : Bruno
- Benjamin Zephaniah : Moses